# سربيا
تترا سيربي (باللاتينية: Hyphessobrycon callistus)، (بالإنجليزية: Serpae Tetra) تنتمي لعائلة كارسيدي خراقينية، هي سمكة زينة من فصيلة التترا.